# سوبر سماش برذرز (لعبة فيديو)
سوبر سماش برذرز (بالإنجليزية: Super Smash Bros.‎)‏ (تسمى أيضاً باسم Super Smash Bros. 64 أو Smash 64) هي لعبة فيديو قتالية صدرت عام 1999 تم تطويرها بواسطة هال لابوراتوري ونشرتها نينتندو لجهاز نينتندو 64. تم إصدارها لأول مرة في اليابان في 21 يناير، 1999 ، في أمريكا الشمالية في 26 أبريل 1999 ،  وفي أوروبا في 19 نوفمبر 1999. هذه هي اللعبة الأولى في سلسلة سوبر سماش برذرز، وهي عبارة عن لعبة قتال تدمج بين العديد من سلاسل نينتندو المختلفة، بما في ذلك ماريو وذا ليجند أوف زيلدا وستار فوكس ويوشي ودونكي كونغ ومترويد وأف-زيرو وموذر وكيربي وبوكيمون. يقدم مجموعة من الشخصيات والمواقع من هذه الامتيازات ويسمح للاعبين باستخدام المهارات الفريدة لكل شخصية ومخاطر المرحلة لإلحاق الضرر واستعادة الصحة وإخراج المعارضين في النهاية من المسرح.
تلقت اللعبة تقييمات إيجابية في الغالب عند صدورها. كان نجاحًا تجاريًا، حيث بيعت أكثر من خمسة ملايين نسخة حول العالم بحلول عام 2001،  مع 2.93 مليون نسخة مباعة في الولايات المتحدة و 1.97 مليون نسخة مباعة في اليابان. تم منحها جائزة اختيار المحررين من آي جي إن عن «أفضل لعبة قتالية». بعد ذلك قررت نينتندو لكل جهاز تصدره له لعبة من سلسلة سوبر سماش برذرز، بدءًا من سوبر سماش برذرز ميلي الذي تم إصداره لجهاز غيم كيوب في عام 2001.

## أسلوب اللعب
تعد سلسلة سوبر سماش برذرز خروجًا عن النوع العام لألعاب القتال؛ بدلاً من استنفاد شريط حياة الخصم، يسعى لاعبو سوبر سماش إلى إخراج الشخصيات المعارضة من خشبة المسرح. كل لاعب لديه إجمالي ضرر، يتم تمثيله بنسبة مئوية، والذي يرتفع مع حدوث الضرر ويمكن أن يصل الضرر الأقصى إلى 999٪. مع ارتفاع هذه النسبة، يتم ضرب الشخصية تدريجياً أكثر من خلال الهجمات. لضرب (KO) الخصم، يجب على اللاعب إرسال تلك الشخصية وهي تطير من حافة المسرح، وهي ليست ساحة مغلقة بل منطقة ذات حدود مفتوحة. عند خروجها من المسرح، قد تستخدم الشخصية حركات القفز في محاولة للعودة؛ بعض الشخصيات لديها قفزات طويلة المدى وقد يكون من الأسهل «التعافي» من غيرها. بالإضافة إلى ذلك، فإن الشخصيات لها أوزان مختلفة، مما يجعل من الصعب على الخصوم الأثقل أن يتم طردهم من الحافة، ولكن يصعب عليهم التعافي بمجرد إرسالهم بالطائرة.
بينما تتطلب الألعاب مثل ستريت فايتر وتيكن من اللاعبين حفظ مجموعات معقدة من الأزرار، تستخدم سوبر سماش برذرز نفس مجموعات التحكم للوصول إلى جميع الحركات لجميع الشخصيات.  بالإضافة إلى ذلك، لا تقتصر الشخصيات على مواجهة الخصوم فقط، بل يُسمح لهم بالتحرك بحرية. تركز اللعبة على المهارات الجوية والمنصات أكثر من ألعاب القتال الأخرى، مع مراحل أكبر وأكثر ديناميكية بدلاً من منصة مسطحة بسيطة. تطبق اللعبة أيضًا آليات الحجب والمراوغة. الاستيلاء والرمي ممكن أيضا للشخصيات الأخرى.
يمكن استخدام العديد من الأسلحة وشكا من القوة في المعركة لإلحاق الضرر أو استعادة الصحة أو الاستغناء عن عناصر إضافية. يسقطون بشكل عشوائي على المسرح في شكل عناصر من سلاسل نينتندو، مثل قذائف كوبا والمطارق وكرات بوكيمون. المراحل التسعة متعددة اللاعبين هي مواقع مأخوذة من أو على غرار سلاسل نينتندو، مثل Planet Zebes من مترويد و Sector Z من ستار فوكس. على الرغم من تقديم المراحل في ثلاثة أبعاد، يتحرك اللاعبون داخل مستوى ثنائي الأبعاد. المراحل ديناميكية، تتراوح من المنصات المتحركة البسيطة إلى التغييرات الدراماتيكية للمرحلة بأكملها. تقدم كل مرحلة طريقة لعب فريدة ودوافع إستراتيجية، مما يجعل المرحلة المختارة عاملاً إضافيًا في القتال.
في وضع اللاعب الفردي في اللعبة، يقاتل اللاعب سلسلة من المعارضين الذين يتحكم فيهم الكمبيوتر بترتيب معين، في محاولة لإلحاق الهزيمة بهم بعدد محدود من الأرواح في فترة زمنية محدودة. بينما يمكن للاعب تحديد مستوى الصعوبة وعدد الأرواح، فإن سلسلة الخصوم لا تتغير أبدًا. إذا خسر اللاعب كل حياته أو نفد الوقت، فيمكنه الاستمرار على حساب خسارة النقاط الإجمالية. يشار إلى هذا الوضع باسم النمط الكلاسيكي في التتابعات. يتضمن وضع اللاعب الفردي أيضًا لعبتين صغيرتين، «كسر الأهداف» و «لوحة المنصات»، حيث يكون الهدف هو كسر كل هدف أو لوحة منصات خاصة متعددة، على التوالي. يتوفر أيضًا «وضع التدريب» حيث يمكن للاعبين التلاعب بالبيئة والتجربة ضد خصوم الكمبيوتر دون قيود المباراة القياسية.
يمكن لما يصل إلى أربعة أشخاص اللعب في وضع متعدد اللاعبين، والذي يحتوي على قواعد محددة محددة مسبقًا من قبل اللاعبين. الأسهم والمباريات الموقوتة هما من أوضاع اللعب متعددة اللاعبين. هذا يمنح كل لاعب عددًا معينًا من الأرواح أو فترة زمنية محددة قبل بدء المباراة. تعد المعارك المجانية للجميع أو المعارك الجماعية خيارًا أيضًا أثناء المباريات باستخدام المخزون أو الوقت. يتم الإعلان عن الفائز بمجرد انتهاء الوقت، أو إذا فقد جميع اللاعبين ما عدا لاعب واحد أو فريق كل حياتهم. قد تنتهي اللعبة متعددة اللاعبين أيضًا بالتعادل إذا حصل لاعبان أو أكثر على نفس النتيجة عند انتهاء الموقت، مما يؤدي إلى انتهاء الجولة بالموت المفاجئ. أثناء الموت المفاجئ، يحصل جميع المقاتلين على 300٪ ضرر ويفوز آخر مقاتل صامد بالمباراة.

## الشخصيات
تتضمن اللعبة اثني عشر شخصية قابلة للعب من سلاسل نينتندو الشهيرة. الشخصيات لها رمز يظهر خلف مقياس الضرر الخاص بهم المقابل للسلسلة التي ينتمون إليها، مثل ترايفورس عند لينك وكرة بوكيمون خلف بيكاتشو. علاوة على ذلك، فإن الشخصيات لها حركات يمكن التعرف عليها مستمدة من سلسلتها الأصلية، مثل ناسف ساموس المشحون وترسانة أسلحة لينك. ثمانية شخصيات قابلة للعب مبدئيًا، وأربعة شخصيات إضافية يمكن فتحها من خلال تلبية معايير محددة.
إن فن الشخصيات الموجود في فن الصندوق ودليل التعليمات الخاص باللعبة هو بأسلوب الكتاب الهزلي، ويتم تصوير الشخصيات على أنها دمى لعبة تنبض بالحياة للقتال. تم حذف هذا النمط منذ ذلك الحين في الألعاب اللاحقة، والتي تتميز بالجوائز بدلاً من الدمى والنماذج داخل اللعبة بدلاً من الرسم اليدوي.

## التطوير
تم تطوير اللعبة بواسطة هال لابوراتوري، مطور نينتندو طرف ثانٍ، خلال عام 1998. كان ماساهيرو ساكوراي مهتمًا بصنع لعبة قتالية لأربعة لاعبين. نظرًا لأنه لم يكن لديه أي أفكار أصلية حتى الآن، كانت تصميماته الأولى من الشخصيات الأساسية البسيطة. قدم عرضًا لما كان يسمى آنذاك (格 闘 ゲ ー ム 竜 王 ملك التنين: لعبة القتال) لزميله في العمل ساتورو إيواتا، الذي ساعده على الاستمرار. أدرك ساكوراي أن العديد من ألعاب القتال لم يتم بيعها جيدًا وأنه كان عليه التفكير في طريقة لجعل لعبته أصلية. كانت فكرته الأولى هي تضمين شخصيات نينتندو الشهيرة ووضعهم في قتال. مع العلم أنه لن يحصل على إذن، صنع ساكوراي نموذجًا أوليًا للعبة بدون عقوبة من نينتندو ولم يخبرهم إلا بعد التأكد من أن اللعبة متوازنة. النموذج الأولي الذي قدمه أظهر ماريو، دونكي كونج، ساموس وفوكس كشخصيات قابلة للعب. تمت الموافقة على الفكرة لاحقًا. على الرغم من عدم الاعتراف بها من قبل نينتندو أو أي مطور وراء سوبر سماش برذرز، فقد حددت مصادر خارجية لعبة نامكو القتالية لعام 1995 ذا أوتفوكيس كمصدر إلهام محتمل، كما أن ساكوراي ينسب الفضل إلى فكرة إنشاء مبتدئ لعبة قتال ودية لتجربة هزم فيها بسهولة اثنين من اللاعبين العرضيين في ذا كينغ أوف فايترز 95 في رواق.
تم التخطيط للعديد من الشخصيات للعبة ولكن تم قطعها أثناء التطوير في مرحلة ما، بما في ذلك مارث وكينغ ديديدي وباوزر وميوتو. تمت إضافة كل هذه الشخصيات إلى الألعاب اللاحقة.
تتميز سوبر سماش برذرز بموسيقى من بعض امتيازات الألعاب الشهيرة في نينتندو. في حين تم ترتيب العديد حديثًا للعبة، يتم أخذ بعض القطع مباشرة من مصادرها. قام هيروكازو أندو بتأليف موسيقى اللعبة الذي عاد لاحقًا كمخرج صوت وموسيقى لـ سوبر سماش برذرز ميلي. تم إصدار مقطع صوتي كامل على قرص مضغوط في اليابان من خلال تسجيلات تيشيكو في عام 2000.

## التقييم
| التقييم |           |
| --- | --------- |
| الدرجات الإجمالية المجموع نقاط غيم رانكينغز 79% ميتاكريتيك 79/100 نتائج المراجعة نشرة نقاط أول غيم فاميتسو 31/40 غيم إنفورمر 8.5/10 غيم سبوت 7.5/10 آي جي إن 8.5/10 نيكست جينرايشن نينتندو باور 7.7/10 |           |
| الدرجات الإجمالية |           |
| المجموع | نقاط      |
| غيم رانكينغز | 79%       |
| ميتاكريتيك | 79/100    |
| نتائج المراجعة |           |
| نشرة | نقاط      |
| أول غيم | 4/5 stars |
| فاميتسو | 31/40     |
| غيم إنفورمر | 8.5/10    |
| غيم سبوت | 7.5/10    |
| آي جي إن | 8.5/10    |
| نيكست جينرايشن | 5/5 stars |
| نينتندو باور | 7.7/10    |

بشكل حاسم، حصلت سوبر سماش برذرز على تقييمات إيجابية، حيث ذهب معظم الثناء نحو وضع اللاعبين المتعددين، الموسيقى، أسلوب لعبة القتال «الأصلي»، ومنحنى التعلم البسيط. ومع ذلك، كانت هناك انتقادات، مثل صعوبة متابعة تسجيل أهداف اللعبة  والصعوبة المتصورة لوضع اللاعب الفردي ونقص الميزات، مع مدير التحرير السابق لـ غيم سبوت، جيف جيرستمان، مشيرًا إلى لعبة اللاعب الفردي «لن يدوم بالضبط وقت طويل». حققت لعبة سوبر سماش برذرز نجاحًا تجاريًا، واعت 1.97 مليون نسخة في اليابان و 2.93 مليون نسخة في الولايات المتحدة اعتبارًا من عام 2008.

## وصلات خارجية
- سوبر سماش برذرز على موقع IMDb (الإنجليزية)

- الموقع الرسمي